# Trampa del desierto

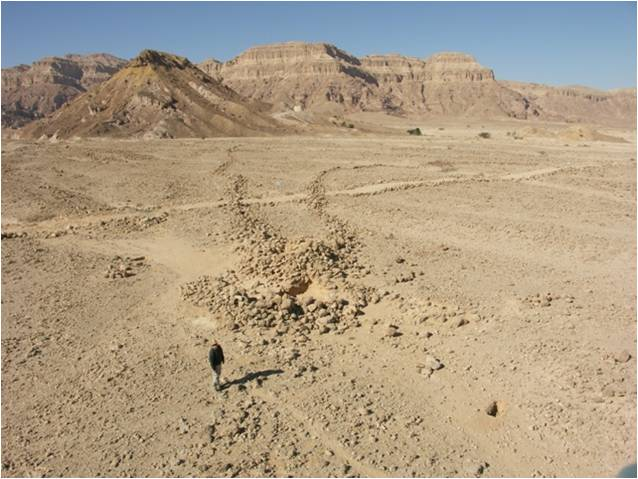
Una cometa en el Aravá cerca del kibutz Samar

Trampas del desierto, en árabe: مصائد صحراوية‎, romanizado: trampas del desierto, lit. 'maṣāʾid ṣaḥrāwiyya', conocidas también como estructuras de caza del desierto o cometas del desierto, traducción literal del inglés «desert kite», son estructuras de muros de piedra seca que se encuentran en el suroeste de Asia, principalmente en Oriente próximo, pero también en el norte de África, Asia central y Arabia. Fueron descubiertas por primera vez desde el aire durante la década de 1920  y a 2025 se conocen más de 6000, con tamaños que van desde menos de cien metros a varios kilómetros. Suelen tener forma de deltoide, kite en inglés, formada por dos «antenas» convergentes que discurren hacia un recinto, todo ello formado por muros de piedra seca de menos de un metro de altura, pero existen variaciones.
Poco se sabe sobre su antigüedad, pero los pocos ejemplos datados parecen abarcar todo el Holoceno. La opinión mayoritaria sobre su finalidad es que se utilizaban como trampas para la caza de animales como gacelas, que eran concentradas hacia las trampas y cazadas allí.

## Apariencia

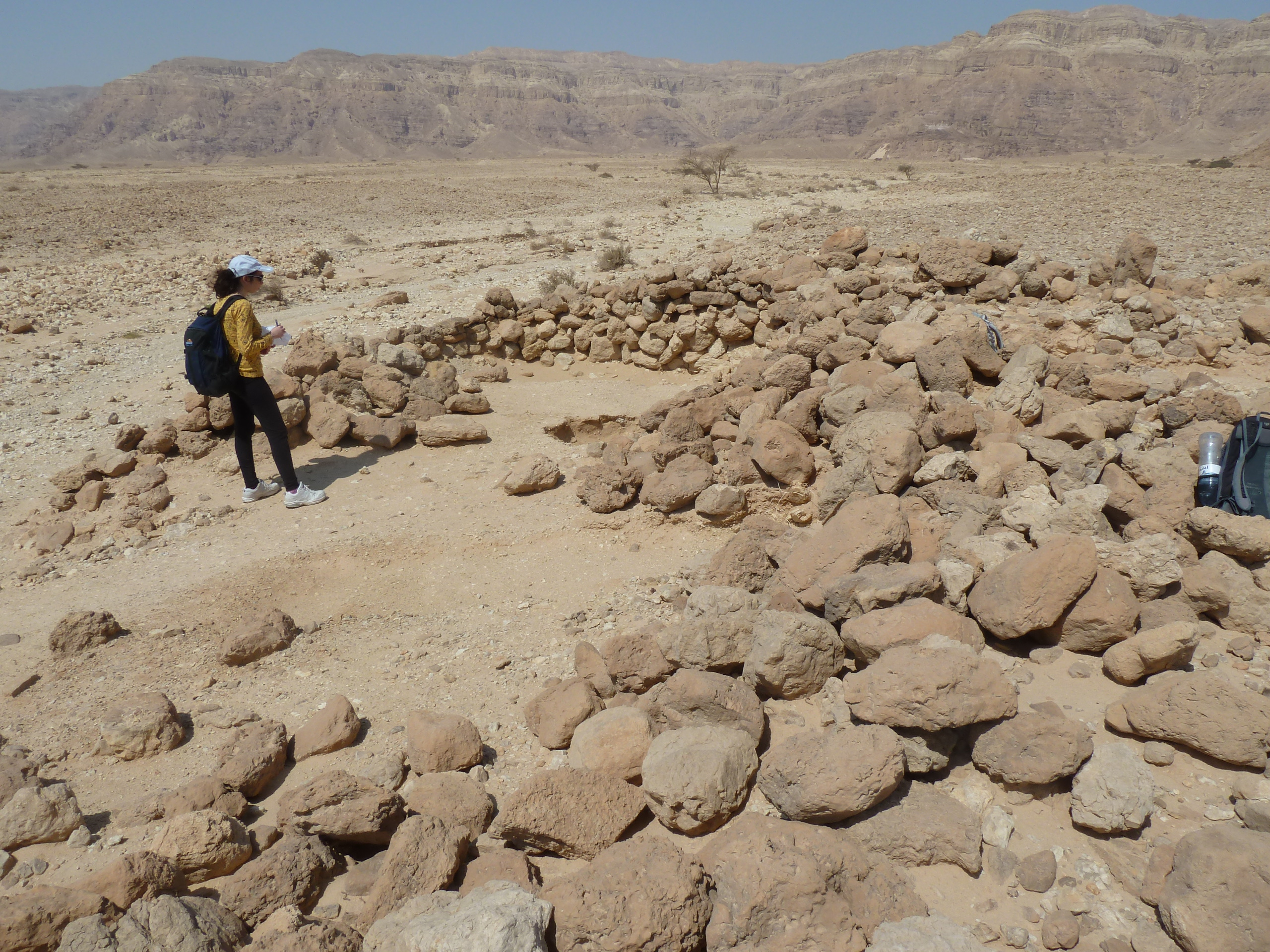
Trampa de caza del desierto en el sur de Israel

Las trampas del desierto son estructuras de piedra con una forma convergente, compuestas por pilas lineales de piedras. Las estructuras tienen longitudes que varían desde menos de cien metros a varios kilómetros y alturas de menos de un metro, incluso teniendo en cuenta la erosión. A menudo hay huecos en las líneas, que presumiblemente fueron intencionales (dejados por los constructores) o consecuencia de que las líneas se formaron mediante alineaciones de montones de piedras en lugar de una fila continua. Hay varias formas diferentes a las que se hace referencia como «trampas del desierto», pero una característica común de todas estas estructuras son las líneas que forman dos paredes («antenas») que convergen en un recinto («cabeza») con celdas adjuntas. En diferentes regiones prevalecen distintos tipos de trampas. En ocasiones se considera que la existencia de estas células es esencial para que una trampa del desierto pueda ser considerado como tal.

Diferentes estructuras de trampas del desierto: (1) muros guía / embudo; (2) muro central de guía; (3) entrada / umbral de la cresta; (4) cercado; (5) trampas de animales / círculos de piedra; (6) muros curvados

Una investigación publicada de 2022 ha demostrado que en los márgenes de los recintos suelen encontrarse fosas de varios metros de profundidad, que se han interpretado como fosas trampa. Las trampas encierran superficies con una mediana de 10000 m², pero también se conocen tamaños mucho más grandes y mucho más pequeños.
Se encuentran típicamente en áreas con topografía elevada pero plana o terrenos topográficamente complejos, pero son raros o están ausentes en terrenos inclinados, regiones montañosas o dentro de cuencas endorreicas, aunque se encuentran en los márgenes de las montañas. A menudo, el terreno dentro de la cometa es mucho más abierto que el terreno exterior, carente de vegetación y rocas. En general, la visibilidad de las trampas desde su interior es pobre, lo que parece ser una característica intencionada de su construcción; por ejemplo, los extremos y las entradas de las trampas a menudo coinciden con las rupturas de pendiente (lugares donde cambia la pendiente). Dentro de una región determinada, las trampas tienden a tener una orientación preferida. Están ausentes en climas húmedos y en ciertas áreas extremadamente áridas y su uso puede haber sido influenciado por los cambios climáticos del Holoceno.
Su tamaño, a menudo enorme, y su visibilidad en terrenos áridos o semiáridos los hacen visibles en imágenes aéreas, mientras que su construcción en terrenos accidentados los hace casi invisibles en el suelo. A veces, se utilizan características naturales como acantilados junto con paredes artificiales para formar una trampa. Se ha documentado en terrenos volcánicos la limpieza de la vegetación alrededor de las líneas o el uso de rocas de un color diferente al del fondo.  En Arabia se han encontrado mojones y alineaciones lineales de piedras asociadas con las trampas.

## Datación
La datación de las trampas es difícil; varios métodos de datación, como el  radiocarbono y la luminiscencia ópticamente estimulada, han arrojado edades que van desde el Holoceno temprano hasta el tardío, y hay informes esporádicos de su uso en registros de viajes. Las trampas del Holoceno temprano son las estructuras más complejas hechas por el hombre de esa época. Algunas trampas han sido cubiertas por estructuras arqueológicas posteriores, destruidas,  erosionadas o sumergidas, o ampliadas con el tiempo para formar formas más complejas. En algunos lugares, junto a las trampas, aparecen estructuras como túmulos, tumbas o muros cuadrados.

## Distribución
Se conocen trampas en Oriente próximo y Asia central, y se conocen ejemplares principalmente en Uzbekistán, Kazajistán, Armenia, Turquía, Irak, Siria, Líbano, Israel, Palestina, Jordania, Arabia Saudita, Yemen, Egipto y Libia.
También se han encontrado trampas en Mongolia y Sudáfrica. A 2018, había más de 6000 trampas conocidas en Asia y Oriente próximo, y en algunas partes de Siria hay hasta una trampa cada 2 km², hasta el punto de que se superponen parcialmente o forman estructuras complicadas. Se han encontrado grandes recintos similares que presumiblemente se usaron como trampas en Europa, donde se los data del Mesolítico y Neolítico; América del Norte, donde se utilizaron hasta el siglo XIX estructuras conocidas como «líneas de conducción»; América del Sur; y Japón. 

## Función
Tanto los estudios arqueológicos como los relatos etnográficos de los siglos XIX y XX indican que las trampas del desierto en Oriente próximo y el norte de África se utilizaban como trampas para la caza de animales salvajes. Un punto de vista minoritario es que se utilizaban para la gestión del ganado. El desacuerdo surge principalmente de una falta de evidencia fáctica para apoyar cualquiera de las hipótesis, de disputas sobre la interpretación de la evidencia, y de la extinción de las tradiciones relacionadas con las trampas del desierto. Casi no hay evidencia de qué les sucedió a los animales luego de ser atrapados o qué animales fueron el objetivo, pero los análisis etnográficos indican que las trampas se usaban para cazar ungulados como las gacelas, que viven en grupos y forman estructuras defensivas cuando se sienten amenazadas. El uso de trampas para atrapar animales en la estepa se menciona en la Epopeya de Gilgamesh. La construcción de trampas habría requerido el trabajo coordinado de varias personas y, por lo tanto, son indicativas de organización social, incluso si la captura de animales es una técnica de caza comparativamente simple. El uso de trampas para atrapar animales está representado en petroglifos israelíes, mongoles  y del Sinaí; estos dibujos pueden no ser siempre contemporáneos al uso real de las trampas. Se han encontrado petroglifos relacionados con las trampas en las mismas trampas.
Los estudios muestran que incluso los muros bajos o las estructuras lineales, como las tuberías, pueden «guiar» eficazmente a los animales, que no intentan cruzar las líneas incluso si son físicamente capaces de hacerlo, lo que explica la eficacia de las trampas del desierto. La poca visibilidad de las estructuras de las trampas impide que los animales la reconozcan. La colocación de pozos al final de los recintos convergentes y la presencia de pequeños muros que delimitan los pozos del recinto ocultarían los agujeros a los animales hasta que estuvieran demasiado cerca para cambiar de rumbo en su pánico.  Las entradas a menudo están situadas en dirección opuesta a la de la migración animal a gran escala en la región o de los comportamientos animales diarios a pequeña escala. El uso de trampas del desierto puede haber tenido un impacto significativo en los animales salvajes.

## Historia de investigación
El uso de estructuras similares a trampas para atrapar animales está atestiguado en 1831. Las trampas del desierto fueron identificadas originalmente en imágenes aéreas durante la década de 1920 y fueron interpretadas inicialmente como trampas para animales, recintos para animales domésticos o fortalezas. Se refirieron a ellas como «desert kites» [cometas del desierto] o «kites» [cometas], nombre que les dio el capitán de grupo de pilotos de la Real Fuerza Aérea Lionel Rees, en referencia a su parecido con las cometas de juguete. Dado que se encuentran comúnmente en zonas desérticas, permaneció el nombre de «desert kites», que ahora es el término comúnmente utilizado en la literatura académica en inglés.
La aparición de imágenes se satélite disponibles públicamente, como Google Earth y Google Maps, durante la década de 2010, hace que las trampas sean visibles para el todo el mundo y ha provocado un resurgimiento del interés en estos sitios arqueológicos, y la comprensión de que están muy extendidos. Sin embargo, sin trabajo de campo, es difícil obtener una imagen completa de lo que eran. Sólo se han excavado o se han realizado esfuerzos de datación de unas cuantas trampas y muchas de ellas no son representativas de la mayoría de las trampas.
Se han encontrado representaciones grabadas del diseño de las trampas del desierto, algunas de las cuales son esquemáticas y otras son parecidas a modelos a escala. Las preguntas abiertas en la investigación sobre las trampas del desierto incluyen cuestiones como para qué se emplearon, cuándo se utilizaron y por qué la tecnología está tan extendida.